# Carburadores Weber
A Carburadores Weber (originalmente Fabbrica Italiana Carburatori Weber) é uma empresa italiana especializada na fabricação de carburadores, fundada em 1923 na cidade de Bolonha, que hoje tem sua produção na Espanha. É propriedade da LCN.

## História
Edoardo Weber, um engenheiro mecânico italiano, iniciou sua carreira automotiva ao trabalhar para a FIAT, primeiro em sua fábrica de Turim, em 1914, e depois em uma concessionária de Bolonha. Após a Primeira Guerra Mundial, com os preços da gasolina em alta, ele alcançou certo sucesso na venda de kits de conversão para caminhões movidos a querosene.

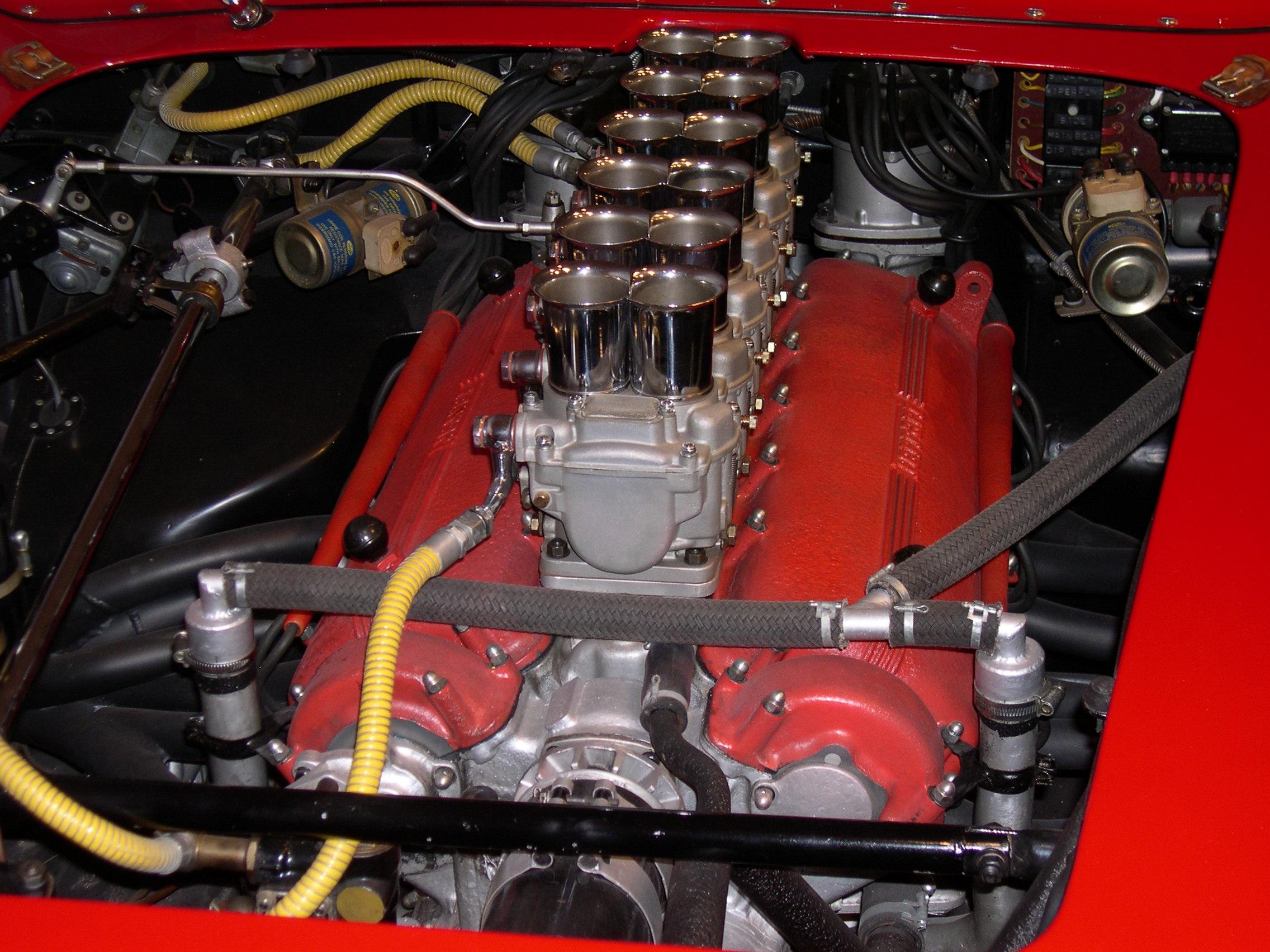
Ferrari 250TR Spider 1961 equipada com seis carburadores Weber de dois cilindros

Em 1923 fundou a Fabbrica Italiana Carburatori Weber, quando passou a produzir carburadores como parte de um kit de conversão para modelos FIAT. Ele foi pioneiro no uso de carburadores de corpo duplo, com dois cilindros, dois venturis de tamanhos diferentes, sendo o menor para funcionamento em baixa velocidade e o maior otimizado para uso em alta velocidade.
Nos anos 1930, Weber iniciou a fabricação de carburadores de dois cilindros de mesmo tamanho, para corridas automotivas. Estes foram organizados de modo que cada cilindro do motor tivesse seu próprio barril de carburador, que foram utilizados em carros de corrida Maserati e Alfa Romeo. Dois carburadores Weber de corrente ascendente alimentavam supercompressores nos veículos de competição Alfa Romeo 8C, de 1938.
Em 1952, a FIAT assumiu a fábrica, sete anos após a morte de Weber, ocorrida em 1945. Com o tempo, os carburadores Weber viraram peças originais para veículos de produção em série, como também em competições, utilizados em grandes marcas, como Abarth, Alfa Romeo, Aston Martin, BMW, Chrysler, Ferrari, Fiat, Ford, IKA, Lamborghini, Lancia, Lotus, Maserati, Morgan, Porsche, Renault, Triumph e Volkswagen.
Em 1986, a FIAT também assumiu o controle da Solex, concorrente da Weber, e fundiu as duas em uma empresa, denominada Raggruppamento Controllo Motore, ou "Grupo de Gerenciamento de Motores". Esta foi então reorganizada como Magneti Marelli Powertrain, em 1986.
Os carburadores genuínos Weber foram produzidos em Bolonha, Itália, até 1992, quando a fábrica foi transferida para Madrid, Espanha. O proprietário real da marca Weber é a LCN, com sede na Espanha. 
Existem apenas dois distribuidores diretos de carburadores LCN - Webcon, com sede no Reino Unido e nos Estados Unidos.

## Uso moderno

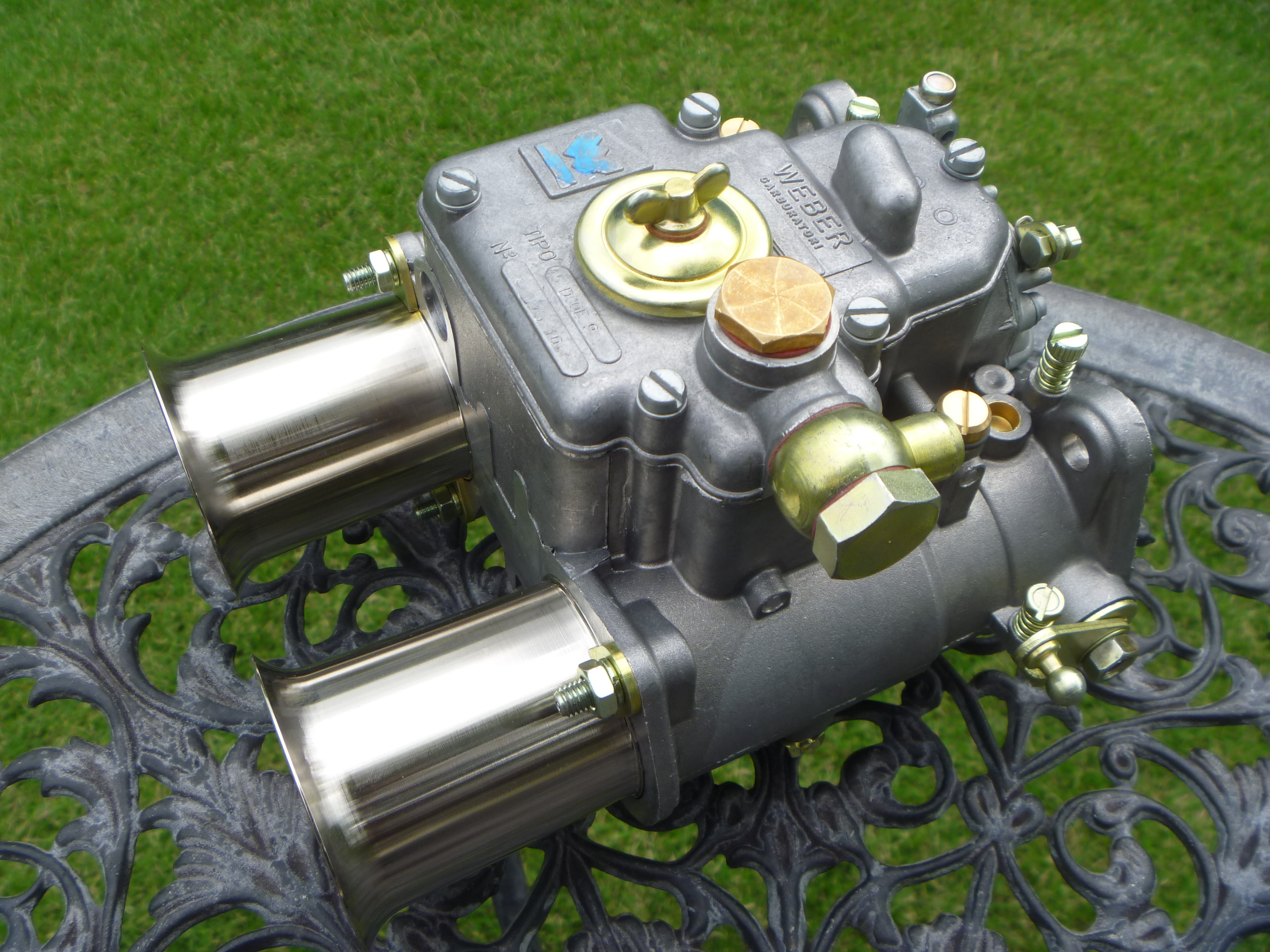
Weber 45DCOE9. O código do modelo está estampado na tampa da câmara do flutuador, após a palavra "TIPO"

Nos tempos modernos, a injeção de combustível substituiu os carburadores em carros de produção e na maioria das corridas de automóveis, embora os equipamentos da Weber ainda sejam amplamente utilizados em corridas clássicas e históricas, como também como substitutos de alta qualidade para carburadores originais problemáticos. 
Os componentes do sistema de combustível Weber são distribuídos pela Magneti Marelli, Webcon UK Ltd. e, na América do Norte, por várias organizações, incluindo Worldpac, comercializando sob o nome Redline. Outros fornecedores incluem Overseas Distributing e Pierce Manifolds & Lynx Weber, na Austrália.
A Weber produz carburadores para uso na rua quanto fora de estrada, sendo o de corpo duplo (Doppio Corpo Orizontale E; Double-Body Horizontal E), o mais comum. Eles são vendidos no que é chamado de "kit de conversão Weber", que consiste num pacote de atualização completo, composto por um carburador Weber, coletor de admissão ou adaptador de coletor, articulação do acelerador, filtro de ar e todas as ferramentas necessárias para instalação em um veículo.

## Modelos

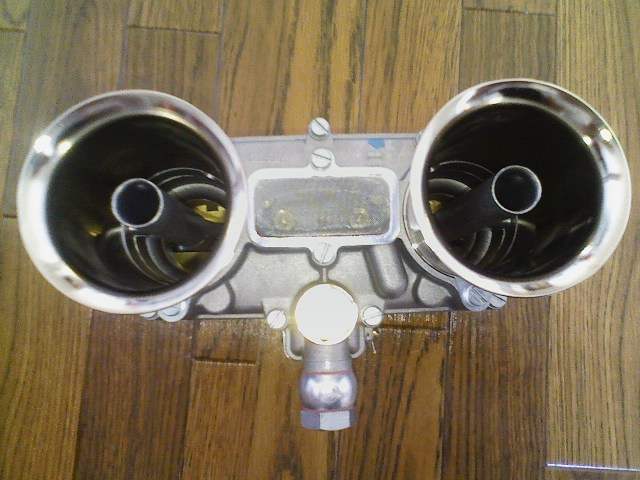
Weber48IDA "Venturis"

Os carburadores Weber são marcados com um código de modelo no flange de montagem, no corpo ou na tampa da câmara do flutuador. Isso originalmente iniciava com um número que indicava o diâmetro, em milímetros, do orifício do acelerador, mas depois perdeu esse significado. Se este número tiver um único par de dígitos, ambas as bobinas têm o mesmo diâmetro e operam juntas; se tiver dois pares de dígitos separados por um traço, como por exemplo, 28/36, existem bobinas primárias e secundárias que são abertas uma após a outra, geralmente de diâmetros diferentes.
Esses números são seguidos por um grupo de letras, que indicam várias características: o DCOE é uma unidade sidedraft, todas as outras sendo downdraft; o DCD tem uma válvula de partida do tipo pistão em oposição a um estrangulador; e assim por diante.
Após as letras haverá um número adicional, que pode ser seguido por outra letra, por exemplo, 4B, 13A; estes indicam a série. A designação completa pode ser 40 DCOE 29, 45 DCOE 9, etc.

## Cópias
Os carburadores DCOE, IDF, IDA ou DGV podem ser encontrados feitos por outras empresas, como EMPI, FAJS ou REEDMORAL, muitas vezes pela metade do preço dos originais. Por vezes são chamados de 'falsos'  pelos usuários do Weber.

Todas estas cópias são fabricadas na China e suas peças são intercambiáveis. A operação, no entanto, pode variar do original, devido à perfuração imprecisa e peças mal calibradas. Isso fica mais perceptível durante o modo inativo ou cruzeiro.